# Maîtrise de Radio France
Der Maîtrise de Radio France ist der Kinderchor von Radio France mit Sitz in der Maison de la Radio in Paris.

## Überblick

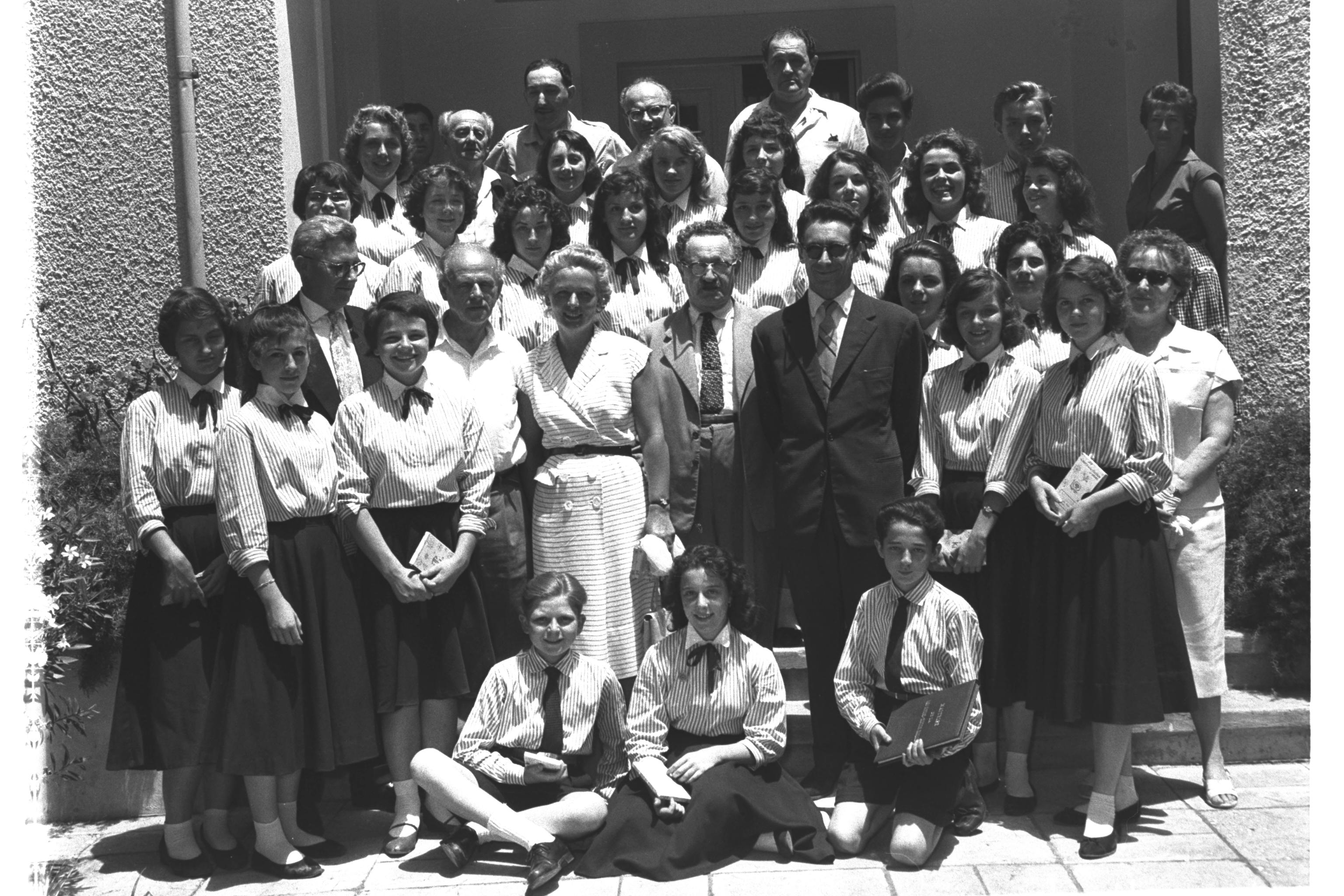
Chor mit dem Sprecher der Knesset, Yosef Sprinzak, während eines Besuchs in Israel (1958)

Der Chor wurde 1946 von Henry Barraud und Maurice David sowie unter Mitwirkung von Pädagogen und Komponisten wie Pierre Capdevielle, Jean Planel, Robert Planel und Roger Calmel gegründet.
Das Aufnahmeverfahren für Kinder und Jugendliche von 7 bis 15 Jahren (vor dem Stimmbruch) in der Cité scolaire Jean de La Fontaine ist in drei Phasen unterteilt: erstens Bewerbung mit Motivationsschreiben, zweitens Stimmprobe und drittens Gesangstest, musikalisches Training und Interview. Die angenommenen Chormitglieder (derzeit 168) nehmen von Montag bis Freitag am vormittaglichen Unterricht an einer staatlichen Einrichtung teil und erhalten am Nachmittag eine musikalische Ausbildung in u. a. Chorunterricht, Gesang, Klavier und Harmonielehre. Die Musikausbildung findet in Paris (Lycée Jean-de-La-Fontaine) sowie seit 2007 an einem zweiten Standort in Bondy in der Banlieue von Paris statt. Die künstlerische Leitung obliegt seit 2008 Sofi Jeannin. Nach dem Abitur werden die Chormitglieder teilweise in den Chœur de Radio France übernommen.
Der Kinderchor tritt regelmäßig a cappella und mit den beiden Instrumentalensembles von Radio France, dem Orchestre National de France und dem Orchestre Philharmonique, auf. Weiterhin arbeitete er u. a. mit dem Philharmonia Orchestra London, der Bayerischen Staatsoper und dem City of Birmingham Symphony Orchestra sowie den Dirigenten Seiji Ozawa, Daniele Gatti, Myung-Whun Chung, Esa-Pekka Salonen, Semyon Bychkov, Mikko Franck und Gustavo Dudamel zusammen. Der Chor wirkte an Uraufführungen von u. a. Henry Barraud, Mauricio Kagel, Claude Prey, Guy Reibel und Louis Saguer mit.
Im Jahr 1985 gewann der Chor für die Aufnahme von Bizets Carmen den Grammy Award in der Kategorie Best Opera Recording.

## Chorleiter
- 1946–1953: Marcel Couraud und Jaques Besson
- 1953–1964: Jacques Besson und Jacques Jouineau
- 1964–1979: Jacques Jouineau
- 1979–1984: Henri Farge
- 1984–1988: Michel Lasserre de Rozel
- 1989: Marie-Claude Vallin
- 1989–1998: Denis Dupays
- 1998–2007: Toni Ramon
- seit 2008: Sofi Jeannin